# Gente Inocente
Gente Inocente foi um programa de auditório infantil produzido pela TV Globo e exibido de 2 de janeiro de 2000 até 28 de julho de 2002 sob apresentação de Márcio Garcia. É uma nova versão do programa Essa Gente Inocente, exibido em 1965 pela TV Excelsior, que seguia o mesmo formato. Foi criado por Detto Costa, tendo os quadros roteirizados por Ângela Chaves, Cristianne Fridman, Denise Campos, João Brandão e Mauro Wilson, sob direção de Detto no primeiro ano e Cininha de Paula posteriormente. Em 2015 foi reprisado pelo Canal Viva.

## O programa
Apresentado por Márcio Garcia aos domingos 12h30, o programa apresentava diversos quadros voltados ao público infantil. Em "Cantando no Chuveiro" cantores mirins cantavam, enquanto suas mães ficavam embaixo de um chuveiro desligado e a plateia julgava, sendo que caso a avaliação fosse negativa as mães levavam um banho gelado. No "Eles são Show" as crianças cantavam artistas julgavam qual passava para a próxima etapa. Em "Arquivo Secreto" fotos de artistas eram mostradas quando crianças e a plateia tinha que adivinhar quem era, valendo dinheiro. O "Fala Galerinha" pedia para crianças nas ruas explicarem com suas próprias palavras alguns assuntos. Já no "Neném Sabe Tudo", era Márcio que entrevistava três crianças convidadas a cada semana.
O principal quadro era o "Tá no Papo", no qual uma bancada fixa de crianças entrevistava artistas semanalmente.

## Equipe
Apresentador
- Márcio Garcia

Entrevistadores (Tá no Papo)
- Amanda Ribeiro
- Ana Beatriz Cisneiros
- Andressa Nunes
- Bruna Marquezine
- Gustavo Pereira
- Henrique Ramiro
- João Vithor Oliveira
- Leandro Léo
- Lívia Dabarian
- Matheus Meira
- Natália Soutto
- Pedro Lucas
- Peter Brandão
- Sérgio Malheiros
- Yana Sardenberg

## Nova versão
Durante o evento Upfront 2025, a TV Globo anunciou o relançamento do programa, mas agora como um quadro do Caldeirão com Mion e recebendo o nome Por Quê, Mion?, sendo exibido em setembro de 2025 como especial de dia das crianças e com apresentação de Marcos Mion. Um piloto foi ao ar no dia 28 de dezembro de 2024 como especial de ano novo do Caldeirão.